# Joe Flaherty
Joe Flaherty, all'anagrafe Joseph O'Flaherty (Pittsburgh, 21 giugno 1941 – Toronto, 1º aprile 2024), è stato un attore, doppiatore e conduttore televisivo statunitense.

## Biografia
Joe Flaherty nacque a Pittsburgh, in Pennsylvania, il 21 giugno 1941.
Lavorò dal 1976 al 1984 in alcune trasmissioni tv sull'emittente canadese Second City Television, caratterizzando e facendo parodie di diversi personaggi del mondo dello spettacolo. Nel dicembre 1984 condusse, assieme ad Andrea Martin, la premiazione Juno Award sulla CBC.
Attivo a lungo come attore cinematografico, recitò  in La corsa più pazza del mondo 2, Ritorno al futuro - Parte II e in Un tipo imprevedibile.
Prese parte anche a diverse serie tv, fra le quali Scuola di polizia e Freaks and Geeks. 
Come doppiatore lavorò in vari cartoni animati fin dagli anni Ottanta.
Morì a Toronto il 1º aprile 2024 all'età di 82 anni.

## Vita privata
Fu spostato dal 1976 al 1996 con Judith. La coppia ebbe due figli.

## Filmografia parziale

### Cinema
- Tunnel Vision, regia di Neal Israel e Bradley R. Swirnoff (1976)
- 1941 - Allarme a Hollywood (1941), regia di Steven Spielberg (1979)
- Niente di personale (Nothing Personal), regia di George Bloomfield (1980)
- La fantastica sfida (Used Cars), regia di Robert Zemeckis (1980)
- Doppio negativo (Double Negative), regia di George Bloomfield (1980)
- By Design, regia di Claude Jutra (1981)
- Stripes - Un plotone di svitati (Stripes), regia di Ivan Reitman (1981)
- Going Berserk, regia di David Steinberg (1983)
- Follow That Bird, regia di Ken Kwapis (1985)
- Club Paradise, regia di Harold Ramis (1986)
- Una folle estate (One Crazy Summer), regia di Savage Steve Holland (1986)
- Salto nel buio (Innerspace), regia di Joe Dante (1987)
- Blue Monkey, regia di William Fruet (1987)
- Chi è Harry Crumb? (Who's Harry Crumb?), regia di Paul Flaherty (1989)
- La corsa più pazza del mondo 2 (Speed Zone!), regia di Jim Drake (1989)
- Wedding Band, regia di Daniel Raskov (1989)
- Ritorno al futuro - Parte II (Back to the Future Part II), regia di Robert Zemeckis (1989)
- A Pig's Tale, regia di Paul Tassie (1994)
- Stuart salva la famiglia (Stuart Saves His Family), regia di Harold Ramis (1995)
- Un tipo imprevedibile (Happy Gilmore), regia di Dennis Dugan (1996)
- Snowboard Academy, regia di John Shepphird (1997)
- Un tipo sbagliato (The Wrong Guy), regia di David Steinberg (1997)
- Detroit Rock City, regia di Adam Rifkin (1999)
- Freddy Got Fingered, regia di Tom Green (2001)
- Slackers, regia di Dewey Nicks (2002)
- National Security - Sei in buone mani (National Security), regia di Dennis Dugan (2003)
- Rio Loco, regia di Dana Anderson (2004)
- Summerhood, regia di Jacob Medjuck e Tony Dean Smith (2008)

### Televisione
- I viaggiatori delle tenebre (The Hitchhiker) - serie TV, 1 episodio (1986)
- Runaway Daughters, regia di Joe Dante - film TV (1994)
- L'analista del padrino (The Don's Analyst), regia di David Jablin - film TV (1997)
- Scuola di polizia (Police Academy: The Series) - serie TV, 26 episodi (1997-1998)
- Freaks and Geeks - serie TV, 18 episodi (1999-2000)
- The King of Queens - serie TV, 5 episodi (2001-2003)

### Doppiaggio
- Heavy Metal (1981)
- Little Dracula - serie animata, 4 episodi (1991)
- La leggenda di Tarzan - serie animata, 6 episodi (2001)
- Clone High - serie animata, 2 episodi (2002-2003)
- Mucche alla riscossa (2004)
- Phil the alien (2004)